# غازار (شاخنات)
غازار (بالفارسية: گازار) هي مستوطنة تقع في إيران في قسم شاخنات الريفي. يقدر عدد سكانها بـ 520 نسمة وتتكون من 207 عائلة حسب احصائيات 2006 .